# Alianza Parlamentaria
El Grupo Parlamentario Alianza Parlamentaria fue un bloque de coordinación en el Congreso de la República del Perú y está integrado por congresistas de dos partidos políticos nacionales (Somos Perú y Perú Posible) y de tres movimientos políticos regionales. A ellos se sumaron cuatro congresistas independientes (sin filiación política de acuerdo al Registro de Organizaciones Políticas - ROP). Contó en total con un máximo de 11 congresistas y fue la tercera bancada más numerosa.

## Fundación
Con motivo de las Elecciones Generales de 2006, Acción Popular (AP) postuló la candidatura presidencial del acciopopulista Valentín Paniagua, recibiendo el apoyo de Somos Perú y de la Coordinadora Nacional de Independientes. De esta manera se conformó e inscribió la alianza electoral Frente de Centro cuya simpatía (con un inicio auspicioso para sus integrantes ocupando el primer lugar en todas las encuestas) no impidió que paulatinamente fuera disminuyendo la intención de voto a favor, hasta que en las elecciones quedó en quinto lugar.
Tras estas elecciones, Acción Popular (cuatro congresistas electos) y Somos Perú (un congresista electo), decidieron trabajar coordinadamente en el Congreso. Se les sumaron Perú Posible (dos congresistas electos) y Restauración Nacional (dos congresistas electos) que estaban muy lejos de poder formar Bancada propia (el Reglamento del Congreso estipula una cantidad mínima de seis congresistas), y por encontrar afinidades programáticas. Así nace la Alianza Parlamentaria, grupo parlamentario (o Bancada) con un total de nueve congresistas.
La Alianza Parlamentaria se funda autodefiniéndose como de oposición constructiva con cuadros técnicos capacitados (con dos partidos de experiencia gubernamental). De Acción Popular son los Presidentes Constitucionales de la República: Fernando Belaúnde (1963-1968 y 1980-1985) y Valentín Paniagua (2000-2001). De Perú Posible es el presidente Constitucional de la República Alejandro Toledo (2001-2006).

## Desde julio de 2006 hasta julio de 2008
La Alianza Parlamentaria empezó conformada por cuatro congresistas de Acción Popular, dos de Perú Posible, dos de Restauración Nacional, y uno de Somos Perú, totalizando un bloque de nueve (9) congresistas.
Congresistas de la Alianza Parlamentaria presidieron las Comisiones de Defensa del Consumidor, y Comercio Exterior y Turismo.
En julio de 2008, Víctor García Belaunde, miembro de Acción Popular e integrante de la Alianza, lideró una lista de oposición para presidir la nueva Mesa Directiva del Congreso de la República del Perú, pero fue derrotado por la suma de votos de apristas, fujimoristas, miembros disidentes de UPP y otros.

## Desde julio de 2008 hasta agosto de 2008
El 30 de julio de 2008 Restauración Nacional se retira de la Alianza Parlamentaria para ser parte de otro bloque.
De esta manera, la Alianza Parlamentaria -luego de sus dos primeros años- quedó conformada por cuatro congresistas de Acción Popular, dos de Perú Posible y uno de Somos Perú, totalizando un bloque de siete (7) congresistas.
Congresistas de la Alianza Parlamentaria presidieron la Comisión de Comercio Exterior y Turismo.

## Desde agosto de 2008 hasta junio de 2009
El 25 de agosto de 2008, fallece prematuramente el acciopopulista economista y congresista loretano Mario Peña Angulo a consecuencia de un cáncer a los ganglios. Lo reemplazó el ingeniero Jorge Rafael Foinquinos Mera también de Acción Popular (siguiente candidato más votado de la lista del Frente de Centro por Loreto), tras lo cual se mantuvo la composición del bloque.

## Desde junio de 2009 hasta julio de 2011
El 19 de junio del 2009 fallece Alberto Andrade, víctima de un enfisema pulmonar, siendo reemplazado en el Congreso de la República del Perú por el accesitario Ricardo Belmont Cassinelli (independiente, invitado en la relación de Acción Popular). Con ello, la Alianza Parlamentaria quedó conformada con cinco congresistas por Acción Popular (cuatro acciopopulistas y un independiente) y dos por Perú Posible (dos peruposibilistas), en total siete (7) congresistas (ninguno de Somos Perú).
Al finalizar este quinquenio -con las separaciones de Rosario Sasieta y David Waisman, que continuaron en el bloque pero sin partido- la Bancada Alianza Parlamentaria terminó conformada por tres congresistas de Acción Popular, uno de Perú Posible y tres independientes, con un total de siete (7) congresistas.

## Desde julio de 2011 hasta julio de 2012
Para el nuevo quinquenio, Acción Popular incrementó el número de sus Congresistas de 3 a 5 y Perú Posible de 1 a 6, de manera que con un total de 20 Congresistas, la Alianza Parlamentaria quedó conformada de la siguiente manera:
Acción Popular – AP (5):
- Víctor Andrés García Belaunde (Lima)
- Yonhy Lescano Ancieta (Lima)
- Manuel Arturo Merino De Lama (Tumbes)
- Leonardo Agustín Inga Vásquez (Loreto)
- Mesías Antonio Guevara Amasifuén (Cajamarca)

Perú Posible – PP (6)
- Daniel Emiliano Mora Zevallos (Callao)
- José Raguberto León Rivera (La Libertad)
- Rennan Samuel Espinoza Rosales (Lima)
- Casio Faustino Huaire Chuquichaico (Junín)
- Dalmacio Modesto Julca Jara (Ancash)
- Wuilian Alfonso Monterola Abregú (Huancavelica)

Somos Perú – SP (2)
- Fernando Juan Andrade Carmona (Lima)
- Willyam Tito Valle Ramírez (Pasco)

Diferentes movimientos regionales (3)
- Norman David Lewis Del Alcázar (Loreto) – Fuerza Loretana
- Mariano Eutropio Portugal Catacora (Puno) – Reforma Regional Andina Integración, Participación Económica y Social Puno
- Marco Tulio Falconí Picardo (Arequipa) – Fuerza Arequipeña

Otros, independientes (4)
- Cecilia Roxana Tait Villacorta (Lima)
- Víctor Walberto Crisólogo Espejo (Ancash)
- Juan César Castagnino Lema (Piura)
- María Del Carmen Omonte Durand de Dyer (Huánuco)

Monterola Abregú es nuevo en Perú Posible, era del movimiento regional Unidos por Huancavelica. Bruce, quien era de Perú Posible, dejó la Bancada para ser parte de otra.
El Congresista acciopopulista Manuel Merino, es elegido 1.er Vicepresidente del Congreso de la República para el periodo 2011-2012.

## Desde julio de 2012 hasta julio de 2016
Perú Posible como virtual aliado del Gobierno decidió apoyar la candidatura oficialista a la presidencia del Congreso (incluso antes que el oficialismo eligiera su propio candidato) aunque un acciopopulista (Víctor Andrés García Belaunde) estaba previamente propuesto para dicha función. Esta y otras descoordinaciones precedentes, motivaron que el Secretario Nacional de Acción Popular (congresista Mesías Guevara) anunciara la decisión de su partido (tomada por su Comité Político y su Comité Ejecutivo Nacional) de terminar la Alianza Parlamentaria para recuperar su identidad de acuerdo a la demanda de sus bases partidarias. Los congresistas de Acción Popular iniciaron coordinaciones con congresistas independientes que renunciaron a sus Bancadas por disconformidad política con las mismas (Gana Perú y Fuerza 2011) a fin de conformar su propia Bancada. En respuesta, Perú Posible oficialmente dio por terminada la alianza con Acción Popular.
El partido político Acción Popular conformó el grupo parlamentario Acción Popular con seis congresistas, en tanto que el grupo parlamentario conformado por Somos Perú, Perú Posible, movimientos regionales e independientes se constituyó con quince congresistas para el nuevo año legislativo.
Luego, cuatro congresistas independientes (según el peruano Registro de Organizaciones Políticas), exintegrantes de la Bancada Gana Perú, decidieron sumarse al grupo parlamentario de Acción Popular, con lo cual se constituyó la Bancada Acción Popular - Frente Amplio.

## Voceros de la Alianza Parlamentaria
- De julio de 2006 a julio de 2007: Víctor Andrés García Belaúnde (Lima - Acción Popular)
- De julio de 2007 a julio de 2008: Carlos Bruce (Lima - Perú Posible)
- De julio de 2008 a julio de 2009: Yonhy Lescano Ancieta (Puno - Acción Popular)
- De julio de 2009 a julio de 2010: Jorge Foinquinos (Loreto - Acción Popular)
- De julio de 2010 a julio de 2011: Víctor Andrés García Belaúnde (Lima - Acción Popular)
- De julio de 2011 a julio de 2012: Carmen Omonte (Huánuco - independiente)
- De julio de 2012 a julio de 2013: Marco Tulio Falconí (Arequipa - Fuerza Arequipeña)